# Synodus marchenae
Synodus marchenae är en fiskart som beskrevs av Hildebrand, 1946. Synodus marchenae ingår i släktet Synodus och familjen Synodontidae. Inga underarter finns listade i Catalogue of Life.